# Casa del Lago Juan José Arreola

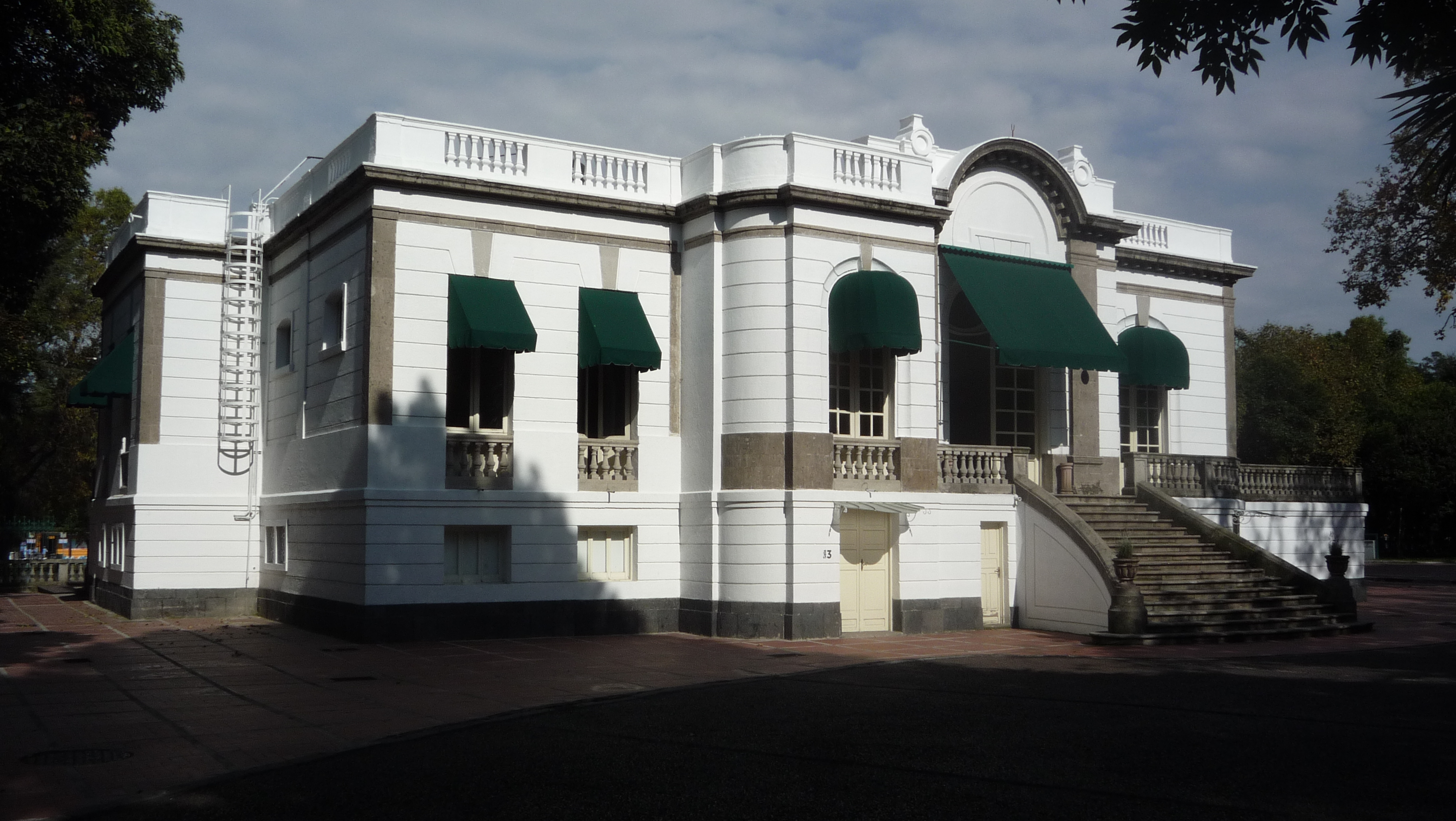
La Casa del Lago.

La Casa del Lago Juan José Arreola es un centro cultural, de los más atractivos recintos universitarios caracterizado por su belleza arquitectónica y vista hacia el Castillo de Chapultepec, ubicado en el Bosque de Chapultepec de la Ciudad de México. Fue fundada como Centro de Extensión de la Universidad Nacional Autónoma de México (UNAM) en 1959 por su primer director, Juan José Arreola.

## Actividades
El primer centro cultural de la Universidad ubicado fuera del campus universitario, tiene su acceso principal por la calle Reforma y está situado a orillas del Lago Mayor. Durante la década de 1970 fue un reconocido espacio cultural donde se realizaban lecturas poéticas, talleres literarios y otras actividades artísticas.
Hoy en día sigue teniendo áreas como la música y sororidades, literatura y textualidades; artes escénicas; cine; cultura digital; divulgación y proyectos especiales que abarcan residencias artísticas, convocatorias, seminarios, cursos, talleres, entre otros. 

## Historia

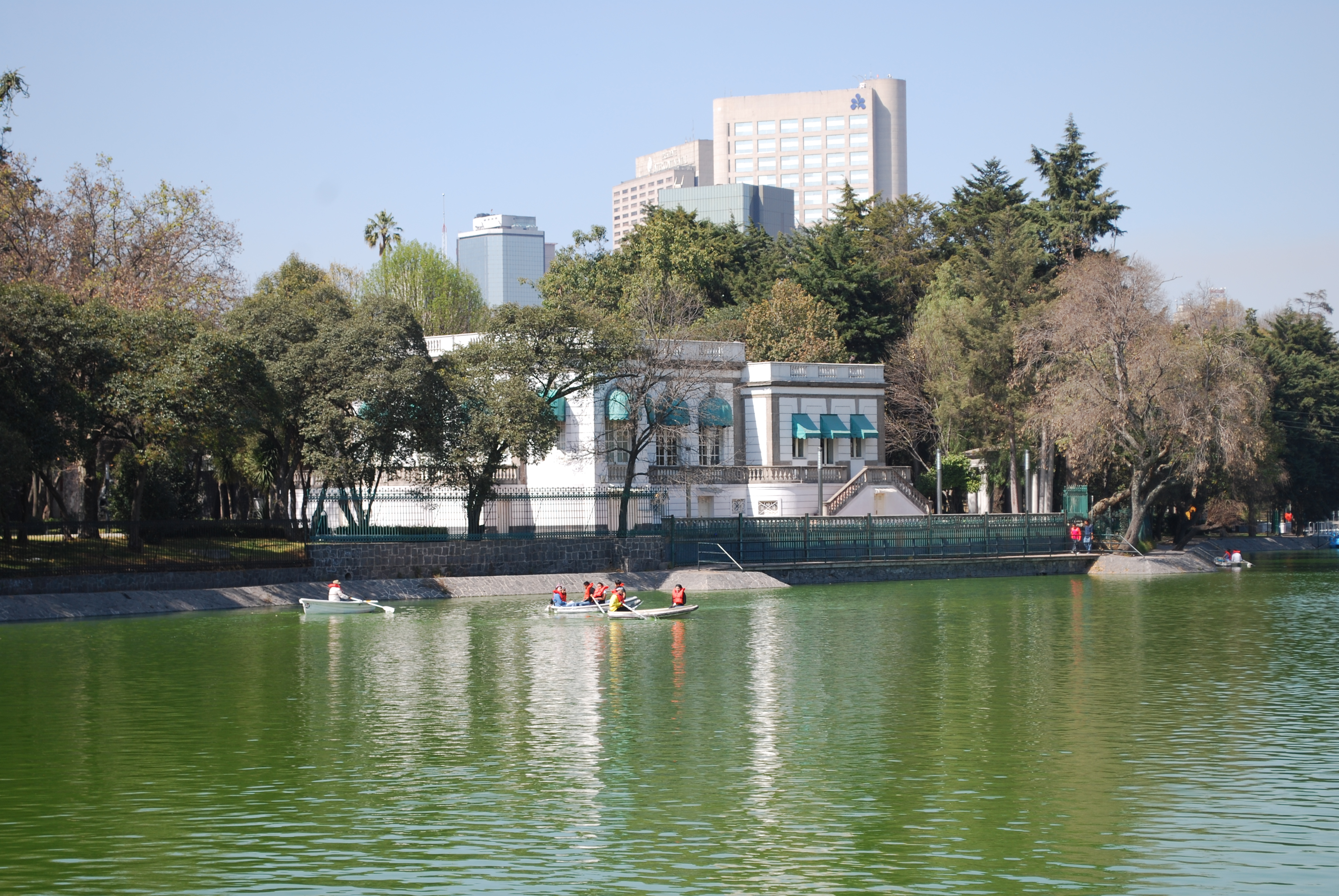
La Casa y el lago de Chapultepec.

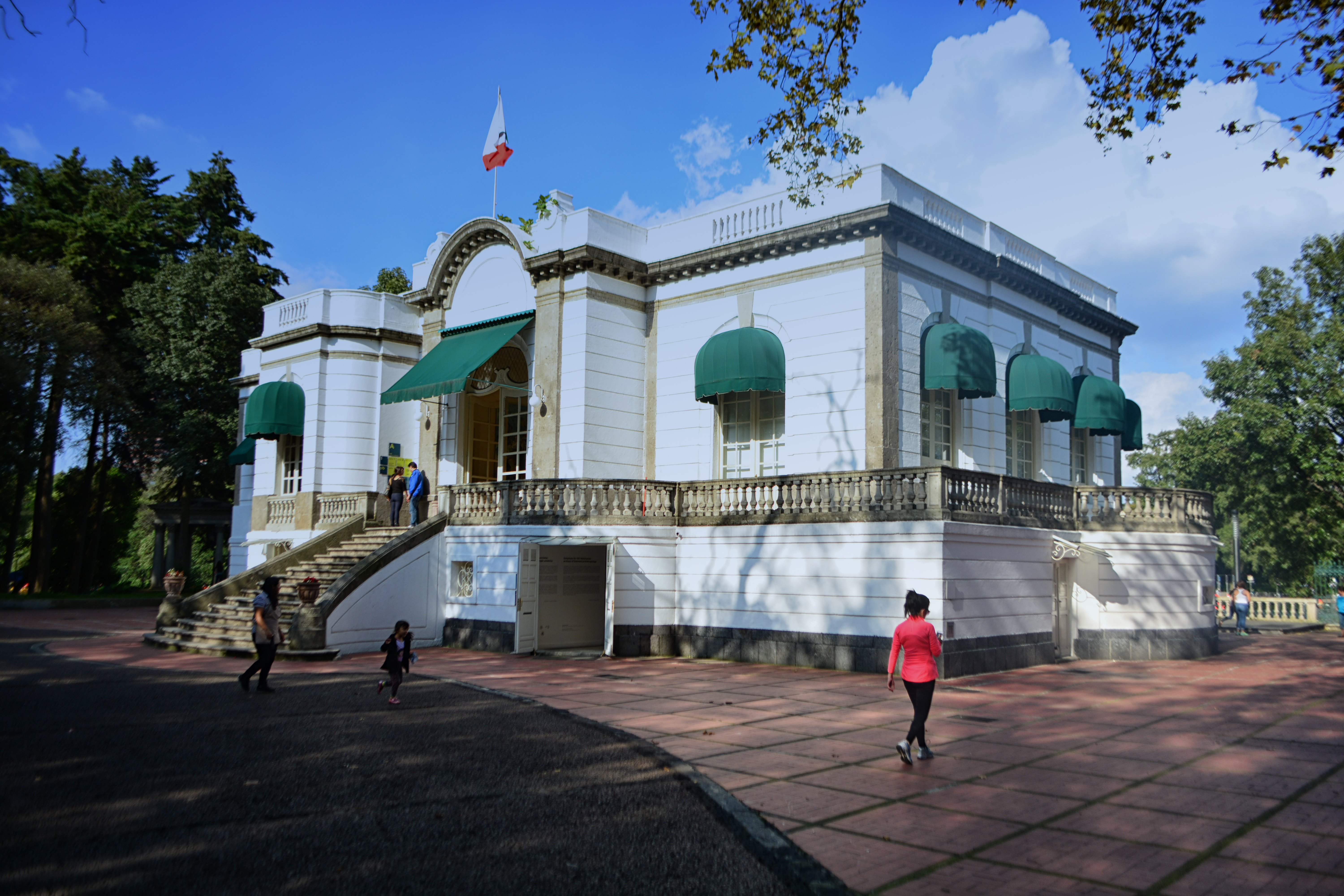
La Casa del Lago.

La construcción de la casona se realizó por encargo del presidente Porfirio Díaz (1876-1911) a comienzos del siglo XX, para ser utilizada por éste como casa de veraneo. En los años sucesivos, la residencia fue utilizada como Automóvil Club, Centro de Reparto Agrario durante la Revolución mexicana y sede del Instituto de Biología de la Universidad Nacional Autónoma de México (UNAM).
En 1906 inician los arreglos del bosque de Chapultepec para embellecerlos y convertirlo en un parque público en conmemoración del Centenario de la Independencia. En 1910 se llevan a cabo elegantes festejos y celebraciones por los cien años de Independencia. 
Pero en 1911 con el triunfo de la Revolución, el gobierno del presidente Francisco I. Madero decide que la construcción debe pasar a propiedad de la Nación y se le nombra Casa del Lago. El Club del Automóvil continúa bajo un régimen de renta y adquiere el compromiso del buen mantenimiento del inmueble y de los jardines. El 18 de noviembre de 1923 el inmueble quedó a disposición de la Secretaría de Educación Pública.
En marzo de 1929 la dirección de Estudios Biológicos se traslada a la Casa del Lago, pero en 1930 pasa a formar parte de la universidad y en 1953 se traslada a Ciudad Universitaria. 
Y en 1959 El rector Nabor Carrillo y el maestro Jaime García Terrés, director de Difusión Cultural de la UNAM, proponen el edificio para establecer el primer centro cultural extramuros de la Universidad, manteniendo el nombre de Casa del Lago. El escritor Juan José Arreola es nombrado primer coordinador e inicia funciones el 10 de mayo. La inauguración formal se lleva a cabo el 15 de septiembre, con un importante festejo y actividades culturales. Se inaugura una exposición con obras de colecciones particulares de artistas muy reconocidos mundialmente (Durero, El Greco, José de Ribera “El Españoleto” y Pisanello); se presentan un ballet folclórico y mariachis en una tarima flotante sobre el lago, así como recitaciones por parte de Juan José Gurrola y del propio Juan José Arreola en la misma panga.

## Filosofía Institucional
Misión: Promover Casa del Lago UNAM como uno de los centros neurálgicos del arte y la cultura contemporáneos en México y Latinoamérica, manteniendo una oferta interdisciplinaria y transversal que establezca puentes de (re)conocimientos entre públicos diversos, que involucre múltiples modos de pensamiento, reflexión crítica y el entrecruzamiento entre lenguajes, generaciones de creadores y diálogos interinstitucionales.
Visión: Casa del Lago UNAM se ofrece como un espacio libre y abierto en el que convergen diálogos pertinentes y críticos alrededor de los quehaceres culturales contemporáneos. Busca fomentar el trabajo colaborativo con una mirada interdisciplinaria e intergeneracional, y mantener la línea doble que ha constituido su propia historia desde mediados de siglo XX: la tradición de la vanguardia en la práctica artística en México.
Objetivo: Desarrollar una programación artística y cultural diversa dirigida a públicos heterogéneos, dando énfasis a las colaboraciones interinstitucionales y al talento joven, y manteniendo siempre una mirada crítica sobre las relaciones entre el entorno y los contenidos que en este recinto se dan lugar.

## Acontecimientos importantes
A partir de 1959, Juan José Arreola convierte al inmueble en un Centro de Extensión de la UNAM, asumiendo a su vez como primer director del centro cultural.
A partir de entonces la Casa del Lago apoyó a una nueva generación de artistas que ahora incluye a figuras como José Luis Ibáñez, Leonora Carrington, Juan Soriano, Octavio Paz y el propio Juan José Arreola. Todos estos personajes y otros más, junto a Miguel González Avelar, empezaron a dar auge a "Poesía en voz alta", a promover los torneos de ajedrez y el "Club de Filatelia".
El poeta y ensayista Tomás Segovia, sucesor de Arreola en la dirección del centro, creó un grupo extraordinario de jóvenes escritores, entre los cuales destacaría Juan García Ponce, cuentista, novelista y dramaturgo que, a través de sus ensayos y notas sobre las artes plásticas, analiza y promueve a artistas como Vicente Rojo, Lilia Carrillo, José Luis Cuevas, Fernando García Ponce, Alberto Gironella y Manuel Felguérez. Se dio, además, un enorme impulso a la música de jóvenes creadores a través del programa Nueva Música en México, que reunió a Joaquín Gutiérrez Heras, Rocío Sanz y otros destacados creadores y compositores.
Otras dos figuras que han encarnado el espíritu de la Casa son: Juan Vicente Melo y Juan José Gurrola. El primero, dermatólogo y crítico de música, sustituyó a Segovia y desarrolló una tarea notable: ciclos de conferencias de autores literarios, compositores, pequeñas exposiciones de los artistas mencionados, obras de teatro que renovaron el quehacer escénico y conciertos de música de vanguardia. Por su parte, Juan José Gurrola, brillante y audaz, se inició como actor de "Poesía en voz alta", propuso siempre actitudes vanguardistas en sus puestas en escena. Es un período extraordinario para la Casa del Lago, pues fue galardonada por la Asociación de Críticos de Teatro y Música, por darle cabida a las composiciones artísticas del siglo XX, y así llegó a ser uno de los centros de cultura más reconocidos en la capital del país.
Entre 1974 y 1976 el centro cultural fue dirigido por el poeta, escritor y académico Hugo Gutiérrez Vega.
En 1982, el grupo de los estridentistas ocupó la atención del público, debido al desconcierto creado por una exposición realizada sobre este grupo literario de los años veinte. La exposición A la sazón de los ochenta fue el marco propicio para exhibir la obra de 80 artistas como parte del "Encuentro de escultores", donde se abordaron temas relativos a la escultura con otras disciplinas.
La Casa también dio albergue a los llamados artistas de la Generación de la Ruptura, cuando en el año 1989 se realizó una importante exposición en la que incluyeron obras que en su momento fueron rechazadas por galerías comerciales. Cobró especial significación el Cine Club Documental, un espacio único en su tipo en la capital.

## Directores de Casa del Lago de 1959 a 2020
A lo largo de 60 años, Casa del Lago ha tenido 18 directores, cada uno de los cuales ha aportado su particular visión y modificado las actividades, aunque siempre partiendo de premisas similares a las marcadas por el maestro Arreola.
1959-1961 Juan José Arreola Escritor y editor (Jalisco, 1918- 2001)
Nombrado director por el rector, Dr. Nabor Carrillo Flores, siendo director de Difusión Cultural el Mtro. Jaime García Terrés. Arreola inició su labor con el entusiasmo que lo caracterizó toda su vida. Las actividades se llevaban a cabo solo los fines de semana. Destacó en su gestión la poesía en voz alta y la poesía coral, el teatro y el ajedrez. Pilar Pellicer, Elda Peralta, Enrique Lizalde, María Teresa Rivas, Raúl Dantés, Luis Antonio Camargo, Gastón Melo y Carlos Payán participaron con lecturas. Juan José Gurrola creó el grupo de poesía coral que realizó lecturas de obras de Neruda, García Lorca, Alberti y López Velarde. El subdirector, Miguel González Avelar, cuidó personalmente la edición de un boletín semanal; Alberto Híjar dio visitas guiadas a las exposiciones; Lourdes Compeán colaboró en la programación, y Ricardo Salazar llevó el registro fotográfico. Se construyó el espacio El Nahual para funciones de títeres a cargo de Roberto Lago. Inició la biblioteca al aire libre.
1961-1963 Tomás Segovia Poeta, ensayista y traductor (Valencia, España, 1927-Ciudad de México, 2011)
Nombrado director por el rector, Dr. Ignacio Chávez Sánchez, siendo director de Difusión Cultural el Mtro. Jaime García Terrés.
Segovia llegó a México durante la guerra civil española y se nacionalizó mexicano. Con él iniciaron las actividades diarias y el cine cobró importancia, con ciclos para niños y adultos; se impulsó la música con el programa Nueva Música en México, en el que participaron Rafael Elizondo, Rocío Sanz y Joaquín Gutiérrez Heras. Continuaron las conferencias y lecturas de poesía, así como un taller de teatro bajo la dirección de José Luis Ibáñez que contó con la participación de Ofelia Guilmáin. Funcionó un taller de música impartido por Eduardo Mata. Invitó a Juan García Ponce, quien con sus ensayos sobre artes plásticas estimuló a los artistas jóvenes que participaron: Vicente Rojo, Lilia Carrillo, José Luis Cuevas, Fernando García Ponce, Manuel Felguérez, Alberto Gironella, y revaloró a pintores de otras generaciones como Rufino Tamayo, Leonora Carrington, Juan Soriano, Cordelia Urueta, Luis García Guerrero y Ricardo Martínez.
1963-1967 Juan Vicente Melo Médico dermatólogo, escritor y crítico musical (Veracruz, 1932-1996)
Nombrado director por el rector, Dr. Ignacio Chávez Sánchez, siendo director de Difusión Cultural Gastón García Cantú.
Se rodeó de un muy buen equipo: continuó la colaboración de Juan García Ponce como consejero de artes plásticas junto con Manuel Felguérez, Mercedes de Oteyza estuvo a cargo de la galería, Juan José Guerrero al frente del cine club y Alicia Urreta y Consuelo Kuri a cargo de conciertos. Algunas exposiciones hicieron época, como: Juan Soriano y el teatro, con los trabajos realizados para los espectáculos del grupo de teatro Poesía en Voz Alta; Vicente Rojo 1953-1963, Roger von Gunten, y una muestra colectiva de escultura de Helen Escobedo, Ángeles Gurría, Geles Cabrera y Juan Soriano. La primera obra que se presentó en el nombrado Teatro Rosario Castellanos fue Wyozeck, de Georg Büchner, dirigida por Héctor Mendoza. Juan José Gurrola se inició en esta etapa como actor en Poesía en Voz Alta, dando auge a la poesía y al teatro vanguardista, y montó La cantante calva, de Ionesco. En cuanto a cursos, destacó Aproximaciones a la literatura mexicana del siglo XX, impartido por José Emilio Pacheco. La difusión musical también fue muy importante. Para muchos es el momento en que Casa del Lago se convierte en el paradigma de la difusión y promoción de los valores culturales.
1967-1970 Héctor Azar Abogado, dramaturgo, escritor y académico (Puebla, 1930-Ciudad de México, 2000)
Nombrado director por el rector, Dr. Javier Barros Sierra, siendo director de Difusión Cultural Gastón García Cantú.
Después de la polémica salida de Juan Vicente Melo, Azar planteó un programa para atraer, con las diversas actividades, un mayor público del que visitaba el Bosque de Chapultepec. La música ocupó un lugar destacado, se estableció el Club Musical de Casa del Lago. Se promovió el talento de jóvenes artistas plásticos con el Primer Salón de la Primavera. Se construyó el Foro Abierto en 1968 y, con la colaboración de José Luis Ibáñez, se fundó el Centro de Teatro Clásico. Se dio importancia al teatro de búsqueda y experimental. El rector Barros Sierra trasladó a la Casa del Lago su oficina durante los acontecimientos políticos de 1968 y la ocupación de Ciudad Universitaria por el ejército. El espacio se convirtió así en un sitio de participación en ese doloroso conflicto.
1970-1975 Benjamín Villanueva Villanueva Arquitecto
Nombrado director por el rector, Dr. Pablo González Casanova, siendo director de Difusión Cultural Leopoldo Zea Aguilar.
La música cobró mucha importancia en este periodo. Se dio impulso al movimiento musical latinoamericano, se escuchó en el Foro Abierto a Ángel Parra, Salvador “El Negro” Ojeda, Amparo Ochoa, Óscar Chávez y a Los Folkloristas. José Antonio Alcaraz estuvo a cargo del programa de música clásica, Julio Estrada manejó un ciclo de música contemporánea y Miguel Bernal formó la Camerata de Casa del Lago. Hubo variadas representaciones teatrales, como teatro chicano de Luis Valdez y teatro de las calles de Nueva York; se presentaron directores como Luis de Tavira, Héctor Mendoza y Juan José Gurrola; se organizó la Primera Muestra de Teatro Joven. La literatura continuó con la programación de ciclos como Gabriel García Márquez y Cien años de soledad, El libro y el autor, La poesía y sus poetas. Para las exposiciones se contó con un jurado compuesto por Vicente Rojo, Raquel Tibol, Manuel Felguérez y Ramón Xirau; expusieron artistas como Rodolfo Nieto, Carlos Mérida, Francisco Toledo y Feliciano Béjar. En 1974, el presidente Luis Echeverría donó a la Casa una escultura del escritor español León Felipe, con este acto la Unesco reconoció la calidad de las actividades que se programaban. Se impulsaron los cursos y talleres libres con nuevos temas como canto gregoriano, dibujo japonés, flauta y piano.
1975-1977 Hugo Gutiérrez Vega Abogado, poeta, escritor, actor, catedrático y diplomático (Jalisco, 1934-Ciudad de México, 2015)
Nombrado director por el rector, Dr. Guillermo Soberón, siendo director de Difusión Cultural el Dr. Diego Valadés Ríos.
Abrió las puertas de este espacio universitario a todas las corrientes del pensamiento y manifestaciones culturales, dando seguimiento a los programas que se venían manejando. Se plantearon ciclos de cine infantil y se contó con el apoyo de la Filmoteca de la UNAM para otros ciclos. La música siguió ocupando un sitio preponderante, se presentaron orquestas sinfónicas y solistas destacados; se formó un coro dirigido por el maestro Alberto Alba. Continuaron las exposiciones de pintura y fotografía en las galerías. El teatro de vanguardia tuvo un apoyo particular, lo que suscitó polémicas con las autoridades universitarias. Una obra que llamó la atención fue Roberta, esa tarde, de Klossowski, con la traducción de Juan García Ponce y la dirección de Juan José Gurrola.
1977-1978 Juan Garzón Bates Filósofo (Tabasco, 1941-1983)
Nombrado director por el rector, Dr. Guillermo Soberón, siendo director de Difusión Cultural Hugo Gutiérrez Vega. Nicolás Núñez fungió como subdirector.
La exposición dedicada a José Guadalupe Posada por el 125 aniversario de su nacimiento y los conciertos en homenaje a Vivaldi, en el tercer centenario de su natalicio, marcan esta etapa de trabajo. En teatro se presentó Cartas de amor, de Mariana Alcanforado, con Marta Verduzco, y Dorotea, de Lope de Vega, con Beatriz Sheridan, así como la obra Laberinto, dirigida por Nicolás Núñez, experimento teatral basado en El laberinto de la soledad, de Octavio Paz. Inició la construcción del edificio anexo, destinado a la impartición de talleres, cursos, conferencias y sala de cine.
1978-1979 Arturo Azuela Matemático e historiador, escritor y académico (Ciudad de México 1938-2012)
Nombrado director por el rector, Dr. Guillermo Soberón Acevedo, siendo director de Difusión Cultural el Dr. Gerardo Estrada Rodríguez.
En este periodo se inauguró el edificio anexo. En los seis meses de la gestión de Azuela se desarrollaron actividades infantiles, se promovió en música la nueva canción mexicana, se llevó a cabo un homenaje a García Lorca y destacó el Primer Encuentro Nacional de Talleres Literarios organizado conjuntamente con el Instituto Nacional de Bellas Artes.
1979-1982 Eduardo Lizalde Poeta, gestor cultural y académico (Ciudad de México, 1929)
Nombrado director por el rector, Dr. Guillermo Soberón Acevedo, siendo director de Difusión Cultural el Dr. Gerardo Estrada Rodríguez.
Se celebró en Casa del Lago el cincuentenario de la Autonomía Universitaria y el del Instituto de Biología. Su entonces director, Dr. José Sarukhán, develó una placa alusiva. Se llevó a cabo un homenaje a José Revueltas, se montó la exposición fotográfica de Martha Zarak Nicaragua, septiembre de 1978. Se llevaron a cabo las Jornadas de Música Clásica, el Festival de la Canción de México y Latinoamérica, el Festival de Jazz y el Tercer Festival de Otoño de Música Contemporánea. Se dio atención a la dramaturgia mexicana contemporánea, se presentó la versión de Sergio Magaña de La dama de las camelias. Las actividades literarias tuvieron importancia, se llevó a cabo un programa para conmemorar el centenario del nacimiento de Dostoievski, con exposiciones, conferencias y películas; también se conmemoró el centenario del natalicio de Virginia Woolf.
1982-1985 Fernando Arechavala Gestor cultural y museólogo
Nombrado director por el rector, Dr. Octavio Rivero Serrano, siendo director de Difusión Cultural el Ing. Luis Fernando Galindo Treviño.
Las artes plásticas fueron relevantes en galerías y jardines, con nuevos conceptos, tendencias, talleres de investigación y performance, con apertura a las tendencias de vanguardia. Se montó una exposición sobre los Estridentistas. En 1984 se celebraron los 25 años de Casa del Lago. La Orquesta Filarmónica de la UNAM realizó, por primera vez, presentaciones en este espacio con motivo del Festival Universitario de Cultura Popular. Se presentó la exposición colectiva A la sazón de los ochenta, con obras de ochenta escultores, y se llevó a cabo un encuentro de escultores.
1985-1986 Gerardo de la Torre Escritor, periodista, argumentista de cine y guionista de televisión (Oaxaca, 1938)
Nombrado director por el rector, Dr. Jorge Carpizo MacGregor, siendo director de Difusión Cultural el Lic. René Avilés Fabila.
Se mantuvieron las actividades tradicionales y se impulsó en la literatura los ciclos de lecturas Sonetos y cantares y Narradores en Casa del Lago, donde se escucharon obras de poetas mexicanos en las voces de Eduardo López Rojas, Ana Ofelia Murguía, Ofelia Medina y Arturo Beristáin. A principios de 1986 renunció el maestro De la Torre y quedó como encargado de la dirección durante seis meses José Benítez.
1986-1989 José Rovirosa Macías
Cineasta (Veracruz, 1934)
Nombrado director por el rector, Dr. Jorge Carpizo MacGregor, siendo coordinador de Difusión Cultural el Dr. Fernando Curiel Defossé.
El teatro ocupó un lugar sobresaliente en la programación de actividades. Se montó El burlador de Sevilla, el mito de don Juan de Tirso de Molina, bajo la dirección de José Luis Ibáñez con la actuación de Rosenda Monteros y Marta Verduzco.
1989-1993 Rafael Segovia Albán Escritor, traductor, director de teatro y de audiovisual, guionista, promotor y activista cultural (Ciudad de México, 1951)
El Mtro. Gonzalo Celorio Blasco, coordinador de Difusión Cultural, le dio posesión del cargo, siendo rector el Dr. José Sarukán Kermez.
Una de sus primeras actividades fue el Homenaje a Julio Cortázar con la participación de Miguel Bonasso, Eduardo Casar, Alberto Paredes y Gonzalo Celorio. La música en sus diversas expresiones —clásica, rock, bolero y canto nuevo—, junto al cine club documental, mantuvieron un lugar de privilegio. Para una exposición sobre la “generación de la ruptura” regresaron reconocidos artistas como Manuel Felguérez, Juan Soriano, Roger von Gunten y Vicente Rojo con obras que en su momento fueron rechazadas por galerías comerciales. Los cursos y talleres, ya convertidos en auténtica tradición, lograron conjuntar a 1,800 alumnos en diferentes disciplinas. Se montó La cantante calva, de Ionesco; Dos mujeres, de Danae Schmith y Tennesee Williams, y Plastic surgery, de Luis Zapata y Mario de la Garza, bajo la dirección de Tito Vasconcelos. La revista Los Universitarios plasmó en sus páginas los treinta años de este centro cultural con textos de Alberto Dallal, Arturo Arzuela, Juan García Ponce y Louis Panabière.
1993-1997 Raymundo Figueroa
Nombrado director por el rector, Dr. José Sarukán Kermez, siendo coordinador de Difusión Cultural el Mtro. Gonzalo Celorio Blasco.
Destacó en este periodo un auge en las actividades musicales y teatrales, como El pintor y su alma y el Festival de Música Caribeña. Se presentó el grupo de jazz latino Irakere.
1997-2004 Carmen Carrara García Escritora
Nombrada directora por el rector, Dr. Francisco Barnés de Castro, siendo coordinador de Difusión Cultural José de Santiago Silva. Fue ratificada por el siguiente rector, Dr. Juan Ramón de la Fuente, siendo coordinador de Difusión Cultural el Mtro. Ignacio Solares Bernal.
Fue la primera mujer en ocupar la dirección de Casa del Lago. Entre sus principales objetivos estuvo rescatar la memoria de la Casa. Se realizó la total restauración del inmueble y se logró un acceso directo peatonal y vehicular desde el paseo de la Reforma. Destacan las temporadas de danza y teatro nocturno con obras clásicas, populares y experimentales. Se impulsó el cine documental, las actividades infantiles y todas las tendencias y estilos de las artes visuales. Se crearon, conjuntamente con la dirección del Bosque de Chapultepec, los Paseos Nocturnos por el Bosque. Se le otorgó a este espacio el nombre de Juan José Arreola el 31 de diciembre de 2002, por acuerdo del rector, Dr. Juan Ramón de la Fuente.
2004-2005 Gerardo Kleinburg Narrador, crítico y promotor musical (Ciudad de México, 1964)
Nombrado director por el rector, Dr. Juan Ramón de la Fuente, siendo coordinador de Difusión Cultural el Dr. Gerardo Estrada Rodríguez.
Durante su gestión la exposición de México 70 resultó un acontecimiento en las artes plásticas. También la música de concierto y las presentaciones de libros constituyen actividades significativas.
2005-2012 José Luis Paredes Pacho Músico y gestor cultural (Ciudad de México, 1961)
Nombrado director por el rector, Dr. Juan Ramón de la Fuente, siendo coordinador de Difusión Cultural el Dr. Gerardo Estrada Rodríguez. Ratificado por el rector, Dr. José Narro Robles, siendo coordinador de Difusión Cultural el Mtro. Sealtiel Alatriste y Lozano.
Su proyecto estuvo enfocado en la innovación y los jóvenes artistas emergentes de diversas manifestaciones del arte contemporáneo. Sobresalieron las artes escénicas experimentales, las nuevas tendencias en la música rock, electrónica y electroacústica. Las artes visuales tuvieron un papel fundamental, se presentaron exposiciones de diseño y de arte contemporáneo. Renació la Poesía en Voz Alta desde una perspectiva contemporánea como tributo a la generación fundacional de este recinto, con renovado espíritu experimental y con un festival internacional anual que inició en 2005.
2012-2017 Julieta Giménez Cacho García
Fotógrafa y gestora cultural (Ciudad de México, 1951)
Nombrada por la Dra. Ma. Teresa Uriarte Castañeda, coordinadora de Difusión Cultural, siendo rector el Dr. José Narro Robles. Fue ratificada por el rector, Dr. Enrique Graue Wiechers, siendo coordinadora de Difusión Cultural la Dra. María Teresa Uriarte Castañeda.
Se definió el proyecto Arte + Medio Ambiente con el fin de manejar programas culturales que plantearan inquietudes y cuestionamientos que generasen diálogos y acciones sobre la relación entre las diferentes disciplinas artísticas y el medio ambiente con la sociedad. En las artes visuales se presentaron exposiciones de arte contemporáneo, complementadas con mesas redondas y conferencias para debatir, con especialistas, temas y problemas sociopolíticos, económicos o ecológicos. En música destacaron los programas Sonidos Urbanos, con reconocidas bandas emergentes y grupos de música rock, pop, country, electrónica, etc., Músicas del Mundo y Música de Cámara. A su gestión se debe la implementación del audio multicanal de uno de los jardines del recinto, renombrado desde entonces como Espacio Sonoro. Se presentó teatro universitario con la colaboración del Centro Universitario de Teatro y la Dirección de Teatro de la UNAM. En cuanto a cine, se reforzó la vocación de la sala Lumière por el documental. Se dio un planteamiento formativo a las actividades de danza y de música, al Festival Son de Casa del Lago, al Festival de Tango y a la Presencia Flamenca con charlas, conciertos didácticos, talleres y ciclos de cine. Continuó la importancia fundacional de la literatura a través del importante festival internacional Poesía en Voz Alta e inició la participación anual en la Fiesta del Libro y la Rosa el 23 de abril. Se renovaron los talleres libres y continuó su funcionamiento trimestral y un mes en agosto.
2017 – 2020 José Wolffer Músico, gestor cultural y crítico musical (Ciudad de México, 1970)
Nombrado por el Dr. Jorge Volpi, coordinador de Difusión Cultural, siendo rector el Dr. Enrique Graue Wiechers. Su gestión potenció el Espacio Sonoro como un foro de uso continuo para presentar música electrónica y de medios mixtos, tanto de figuras destacadas como de jóvenes compositores e instrumentistas, así como trabajos multimedia, propuestas performáticas y poesía espacializada. La Casa fue sede del coloquio internacional Electroacoustic Music Studies Network en 2019. En cuanto a música instrumental, el ciclo Mecánica Nancarrow de 2017 ofreció la primera audición integral y fidedigna de los Estudios para piano mecánico de Conlon Nancarrow; otras iniciativas notables fueron los estrenos en México de La bocca, i piedi, il suono, composición para 101 saxofonistas de Salvatore Sciarrino, Metal Machine Music de Lou Reed con el ensamble alemán Zeitkratzer e Inuksuit, obra para percusionistas al aire libre de John Luther Adams. Algunos invitados destacados durante este periodo fueron Patti Smith, Erik Friedlander, Lee Ranaldo y Sarah Maria Sun. Poesía en Voz Alta incorporó el rap como un elemento fundamental y presentó a Akapellah, la Banda Bastön y Danger (quien también colaboró como curador). Las exposiciones incluyeron Vanguardia y desacato: Casa del Lago y el 68, Gráfica en el exilio: Josep Renau en el periodo mexicano y Migra_ _ ÓN, una revisión fotográfica de los movimientos migratorios de Centroamérica y Venezuela. Se inauguró el espacio de exhibición de las Rejas de Casa del Lago, una vitrina para visibilizar la oferta cultural de este recinto ante el público de Bosque de Chapultepec. En artes escénicas se presentaron las obras Merienda de negros, La cantante calva y Batallas en el desierto, entre otras, así como el grupo Los Ultramar y la Compañía Juvenil de Danza Contemporánea de la UNAM.
2020 – Cinthya García Leyva Gestora cultural, programadora artística, investigadora académica y docente (Ciudad de México, 1985)
Nombrada por el Dr. Jorge Volpi Escalante y ratificada por la Dra. Rosa Beltrán Álvarez, Coordinadores de Difusión Cultural, siendo rector el Dr. Enrique Graue Wiechers. A inicios de su gestión ocurrió la crisis global ocasionada por Covid-19; un hecho insólito que llevó a implementar el proyecto Casa del Lago Virtual, el cual permitió mantener una programación con más de 400 actividades y 13,000 visitantes virtuales que, además, abrió una línea pionera en la programación del recinto: la de artes digitales, con una línea específica de obras comisionadas a artistas internacionales que trabajan con código y otras tecnologías contemporáneas. Este proyecto se convirtió en un referente que hasta la fecha se ha presentado en diversos foros y coloquios internacionales en universidades de México, Argentina, Brasil, Colombia y Holanda. Su proyecto se ha enfocado en los ejes: Mujeres pioneras; Revisión de archivo –con la constitución del archivo digital de Poesía en Voz Alta–; Poéticas del goce y del espacio público e Interdisciplina. Asimismo, se lanzó una nueva línea editorial, que cuenta a la fecha con más de cinco títulos. Su gestión se ha destacado por una actividad constante de presentaciones musicales e interdisciplinarias de vanguardia con más de 300 conciertos, entre los que destacan los de artistas como Shiva Feshareki (GB), Moor Mother (US), Michelle Gurevich (CA), Mohammed Reza Mortazavi (IR), Sarah Davachi (CA), Abul Mogard (IT), Franck Vigroux (FR), Niño El Elche (ES), La Perla (CO); los proyectos de sonideros mexicanos, así como continuas colaboraciones con festivales de música y cine como Bahidorá, Canicas, Ambulante, FICUNAM, Macabro, entre otros. Continuó el legado del Festival Poesía en Voz Alta con cuatro ediciones (dos de ellas digitales) y se lanzó también el Concurso de Canción Feminista en alianza con diversas instituciones. Destaca también el eje de Residencias artísticas, que ha convocado a artistas de larga trayectoria como el colectivo Plastique Fantastique (DE), Aki Onda (JP) o Alma Quintana (MX). Durante su gestión se han realizado más de 10 exposiciones, entre ellas ¡En la calle y en la historia! 40 años de lucha feminista en México o Gran OM-Un mundo donde quepan muchos mundos. En este periodo se reformuló también la estructura de los cursos y talleres para su ejecución híbrida con alcance nacional y con acompañamiento de un comité asesor de continua renovación. En cuanto a infraestructura, destaca la apertura de la Cafetería MAXICO en las instalaciones de la Casa histórica, las reaperturas de la Sala 5 para exposiciones y de la Sala Lumière para cine, así como la intervención de remodelado de la Casa Histórica. Además, la inauguración de la Sala Resquicio en 2022, dedicada a la exploración de arte joven latinoamericano.

## Instalaciones

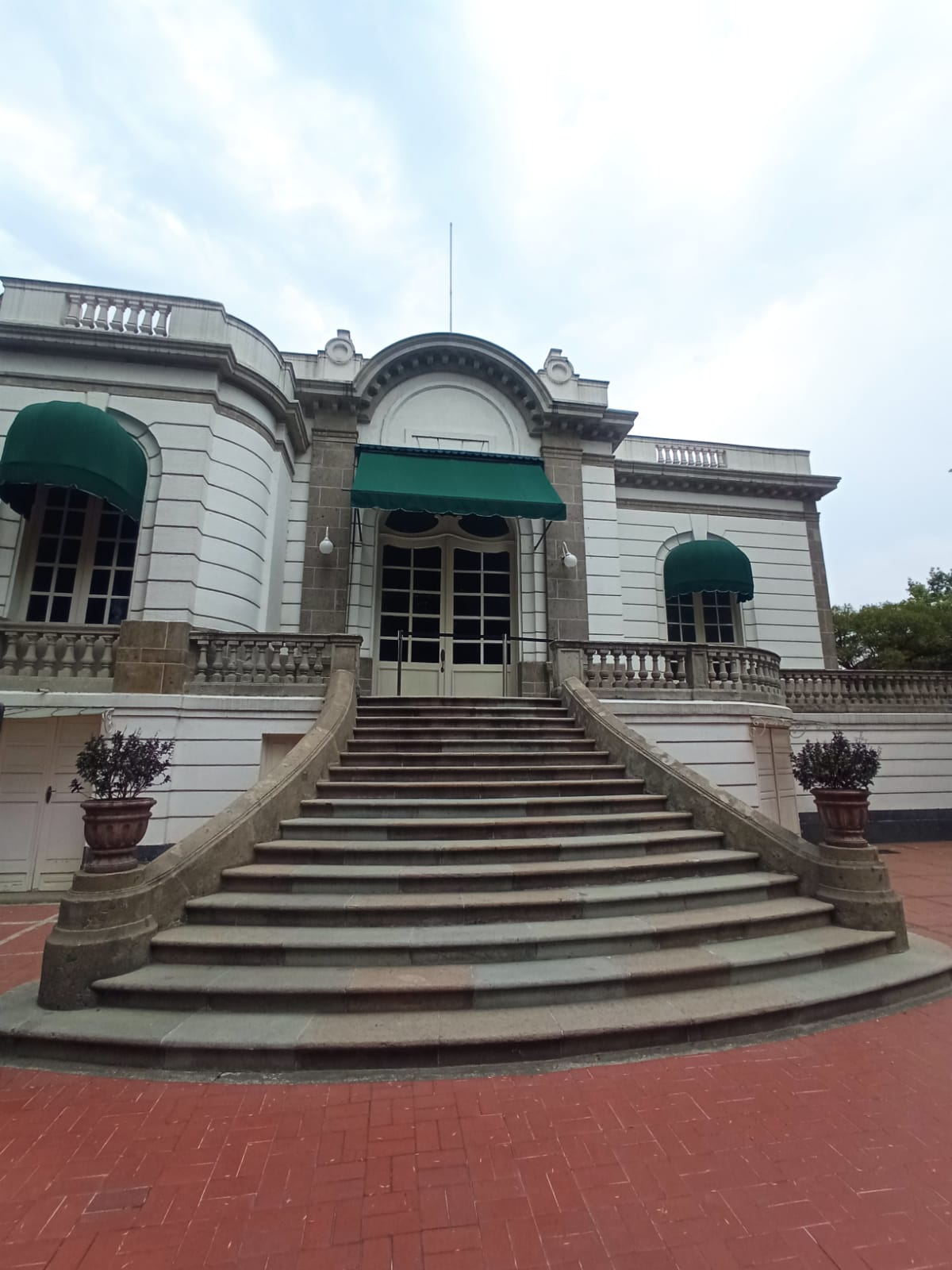
Entrada principal de la Casa del Lago
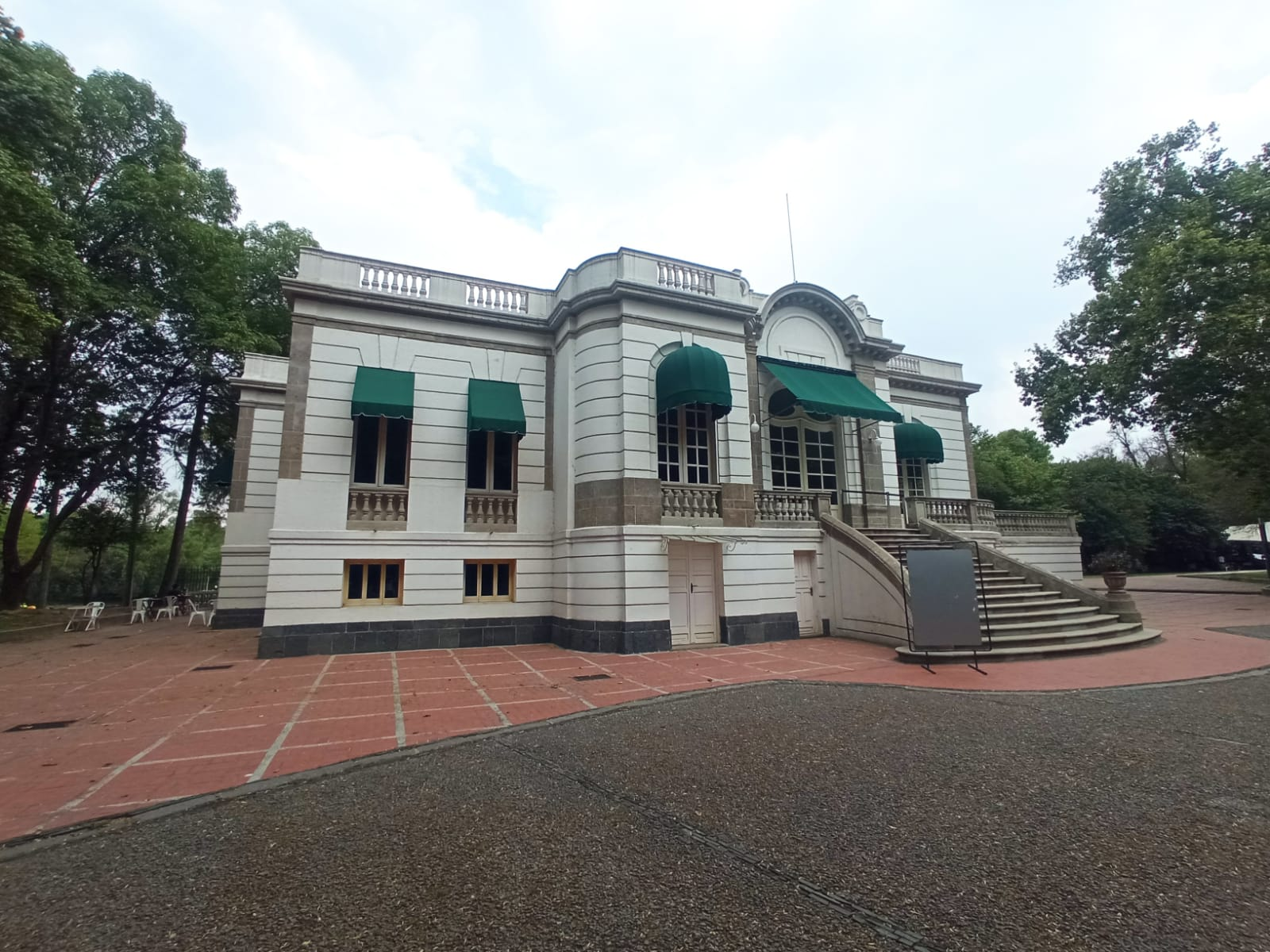
Frente de la Casa del Lago
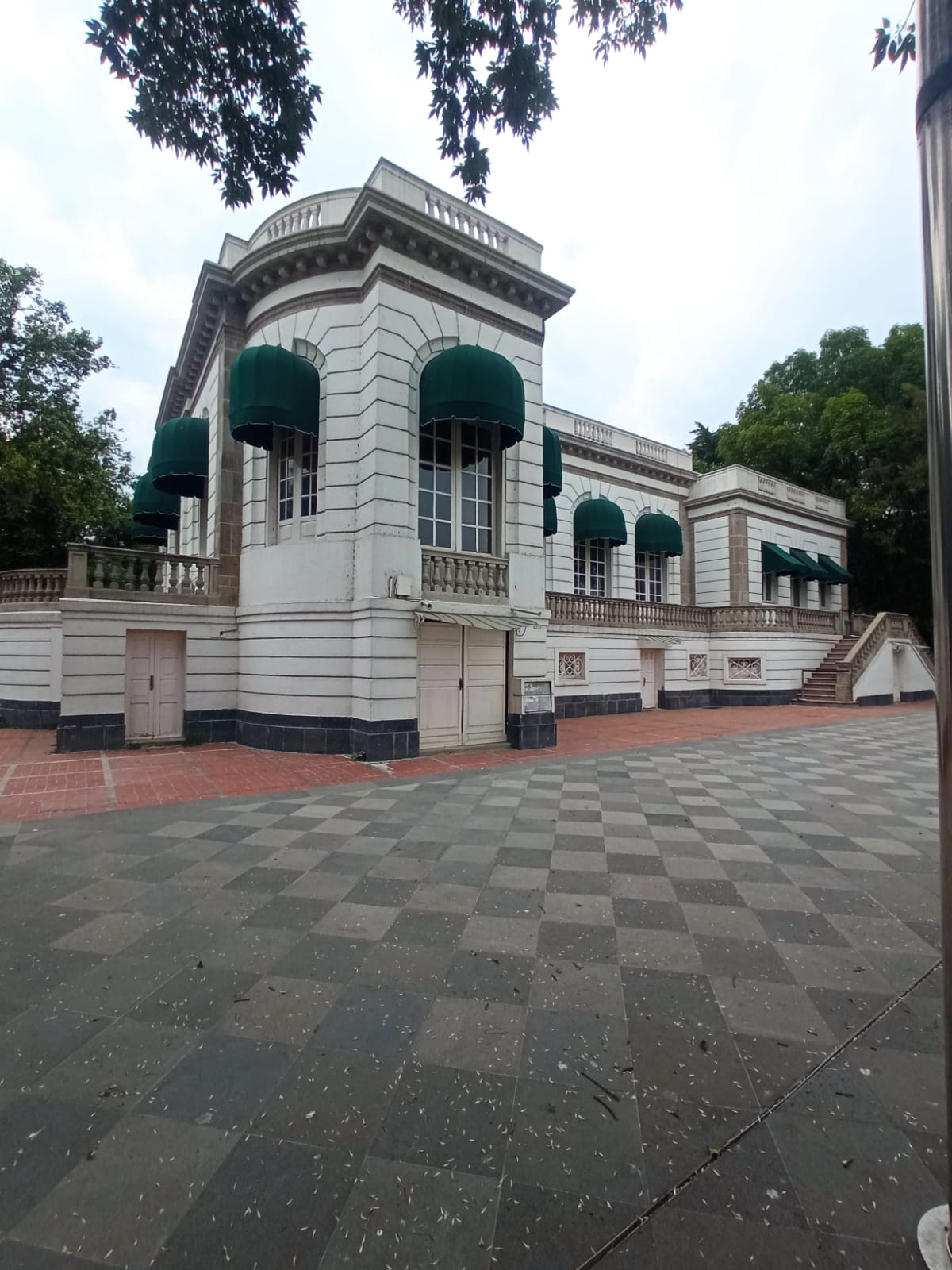
Cafetería de la Casa del Lago
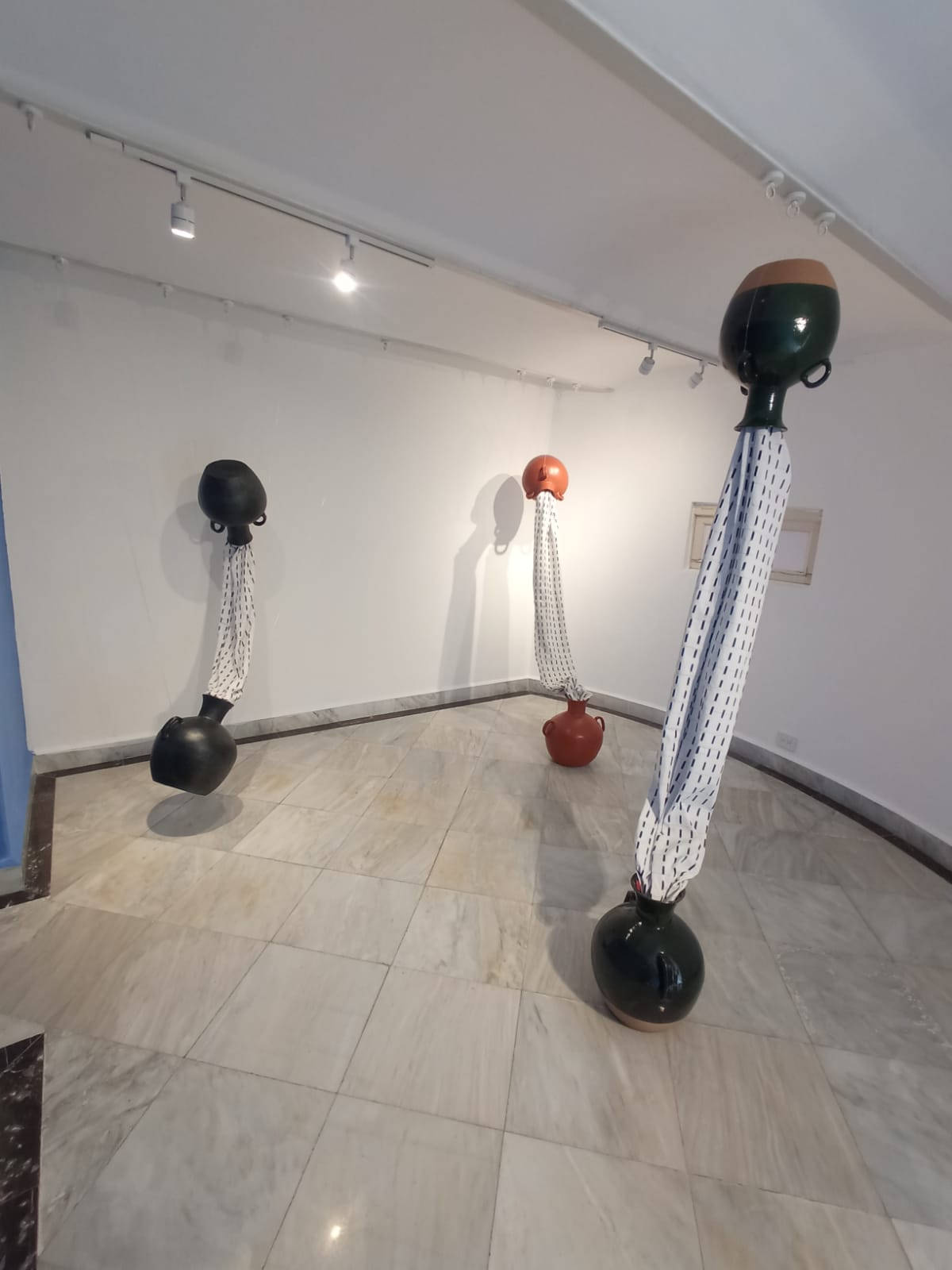
Vista de la exposición. Los sueños no se cuentan cuando estamos comiendo